# Проспект Мира (Мариуполь)
Проспе́кт Ми́ра (укр. Проспект Миру) — центральная улица Мариуполя. Расположен в Центральном районе. Направление — с востока на запад. Начинается от площади Освобождения и заканчивается у пересечения с Флотской улицей, переходя в шоссе на Бердянск. Длина проспекта — 5 км.

## История
- Одной из первых дорог Мариуполя является улица Большая (сейчас проспект Мира)
- В 1871 году началось замощение городских улиц и площадей брусчаткой.
- 15 июля 1875 года установлены первые 100 керосиновых фонарей для освещения улиц.
- 28 сентября 1876 Большая улица переименована в Екатерининскую.
- В 1889 году на Александровской площади заложен центральный сквер.
- В 1917 году Екатерининская улица переименована в проспект Республики.
- С 1933 по начало 1960-х годов по проспекту Мира (в то время Республики) ходил трамвай.
- 22 апреля 1960 года проспект Республики переименован в проспект Ленина в ознаменование 90-летия со дня его рождения.
- 28 января 2016 году проспект Ленина переименован в проспект Мира.[1]
- В конце марта 2022 года проспект сильно поврежден (как и почти весь Мариуполь) в результате действий российских войск[2]. Оккупационные силы используют советское название проспекта[3].

## Достопримечательности
- Здание ОСОУ (ранее — ДОСААФ, на площади Освобождения)
- Памятник 500-летия Украинского казачества
- Двухэтажное здание дореволюционной гостиницы «Россия»
- Мариупольское музыкальное училище
- Торговый центр «Euro City»
- Трест «Азовстальстрой» (или просто «Трест»)
- Жилые дома в стиле «сталинского ампира» (построены в послевоенное время на месте разрушенных одноэтажных строений довоенной постройки)
- Редакция газеты «Приазовский рабочий» (здание построено в 1902 году, ранее здесь был табачный, позже книжный магазины, педагогическое училище)
- ДК «Молодёжный» (здание бывшего отеля «Континенталь»)
- Кинотеатр «Победа» (просп. Мира, 34)
- Здание Укрсоцбанка (старейший банк города, построен ещё во времена Российской империи)
- Трёхэтажный дом на перекрёстке ул. Греческой (ранее — дом Юрьева, редакция «Мариупольского справочного листа», один из первых кинотеатров, здание НКВД, а во время войны — гестапо)
- Памятный бюст Т. Г. Шевченко
- Памятный бюст В. Г. Короленко
- Ресторан «Метрополь»
- Драмтеатр (на Театральной площади)
- Детская школа искусств
- Дома со шпилем
- Памятник жертвам политических репрессий 1930—1950-х годов
- Здание Первого Украинского Международного Банка (ранее Детский Мир, построен в довоенное время в стиле конструктивизма)
- бывший ликёро-водочный завод (до революции — винный склад)
- Центральный Универмаг «Украина»
- Памятник Архипу Куинджи
- Здание Азовгипромеза
- сожжённое здание Мариупольского городского совета
- Городской Лицей
- Памятник В. Высоцкому
- Дом связи (главпочтамт)
- Медицинское территориальное объединение здоровья матери и ребёнка, ЦПМСП № 3
- Центральная библиотека Короленко
- Универмаг «1000 мелочей»
- Памятник Святославу Храброму
- Кинотеатр «Лукоморье»
- Памятник воинам 9-й авиационной дивизии
- Рынок Славутич
- Пригородная автостанция (Автостанция № 2)
- Торговый центр «Comfy»
- Торговый центр «Сільпо»
- Торговый центр «ЕпиЦентр»

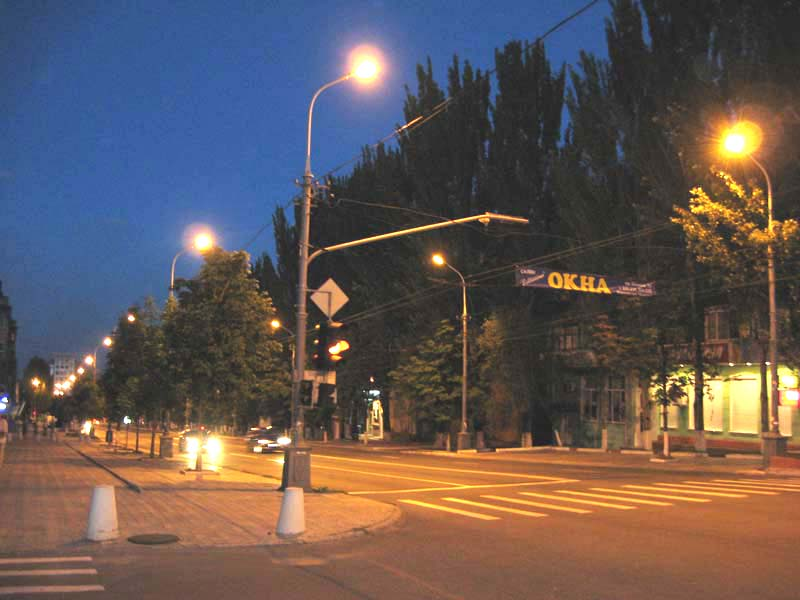
Проспект Мира ночью
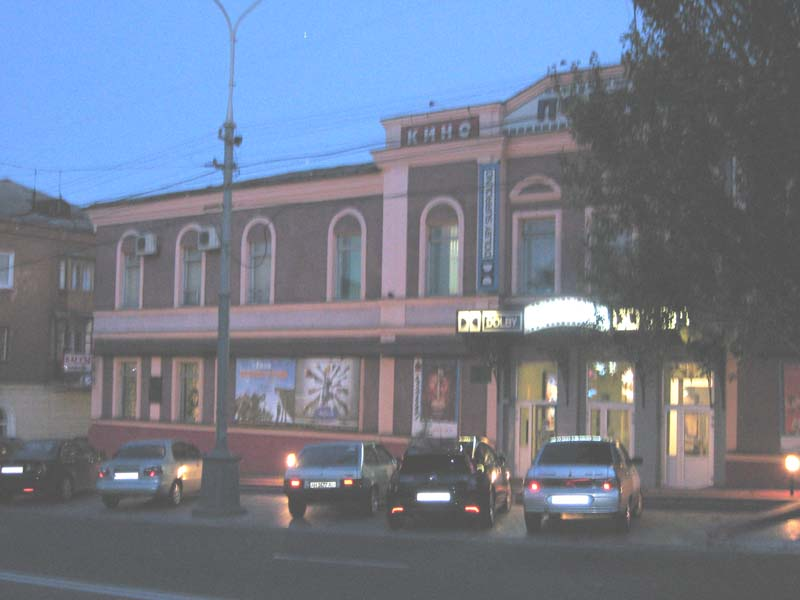
У кинотеатра "Победа"
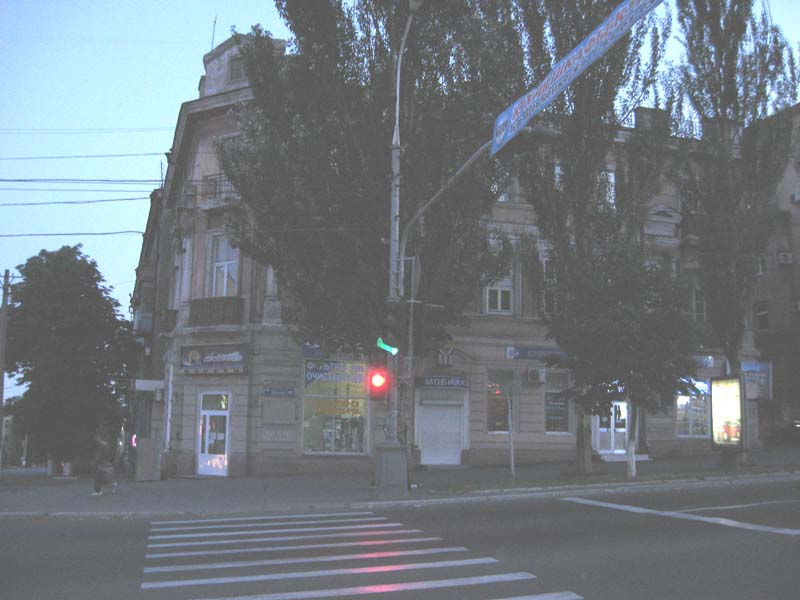
На пересечении с улицей Греческой
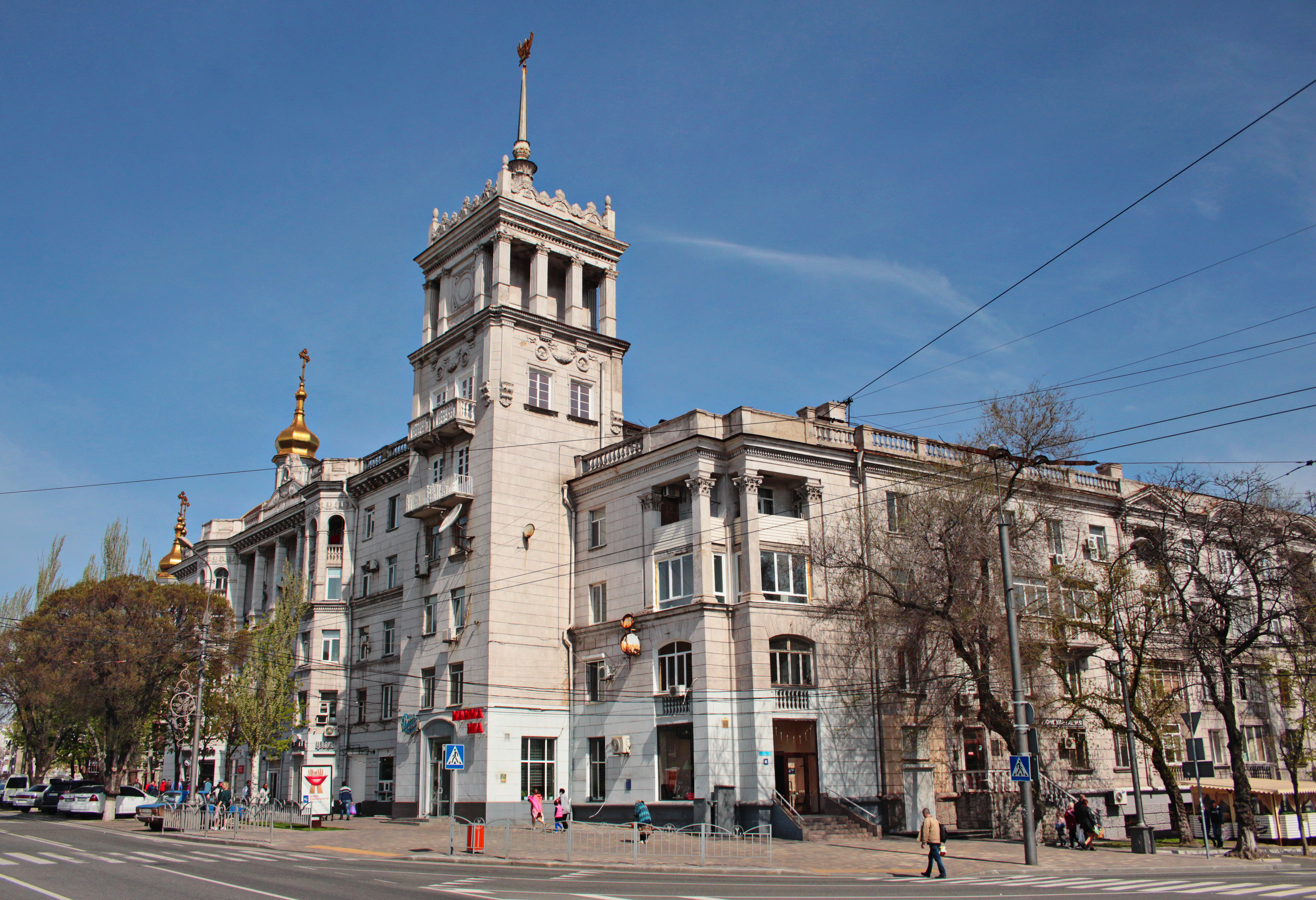
У домов со шпилем
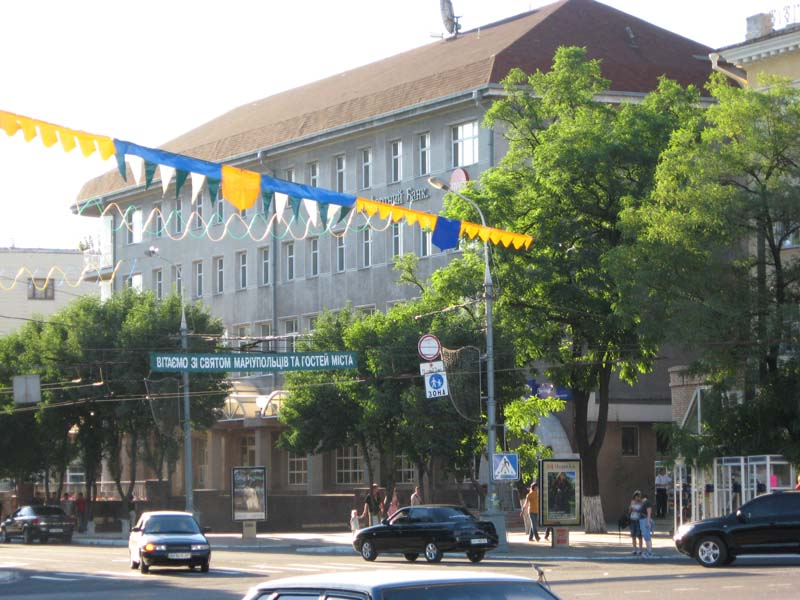
У Театральной площади
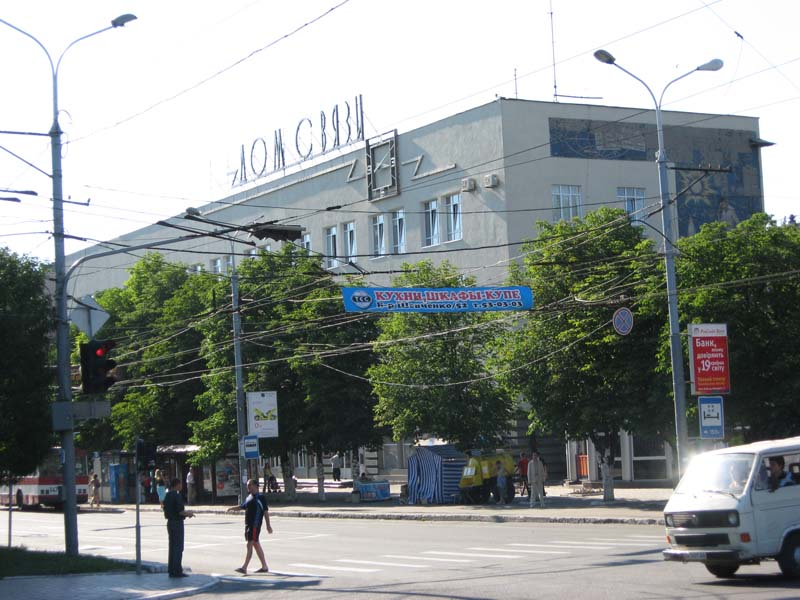
На пересечении с ул. Казанцева (Дом связи)
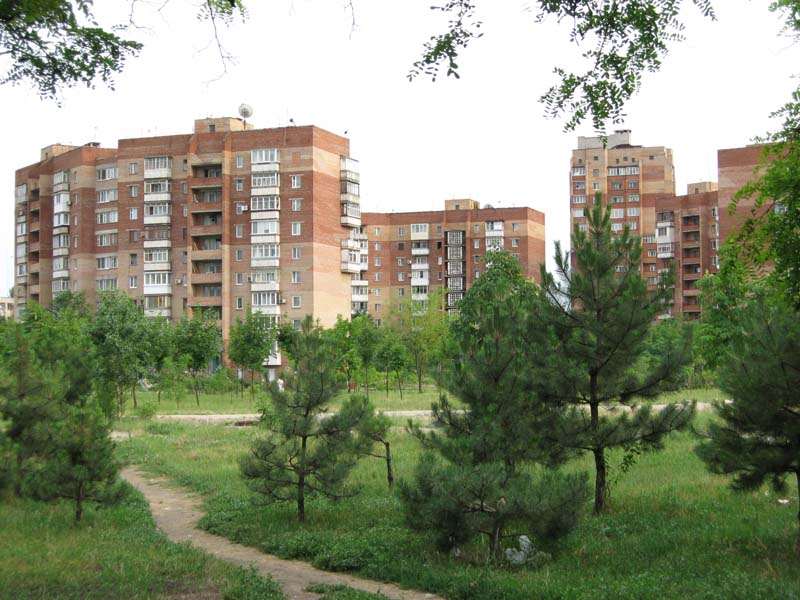
На пересечении с улицей Громовой

## Пересечения с улицами
- ул. Земская
- ул. Торговая
- ул. Харлампиевская
- ул. Греческая
- ул. Куинджи
- ул. Соборная
- ул. Архитектора Нильсена
- просп. Металлургов
- ул. Казанцева
- пер. Нахимова
- ул. Осипенко
- ул. Леваневского
- бул. Богдана Хмельницкого
- просп. Строителей
- ул. Зелинского
- ул. Громовой
- ул. Куприна
- ул. Флотская